# Craik
Craik es un pueblo canadiense situado en la provincia de Saskatchewan.

## Superficie
Craik tiene una superficie de 3,08 km².

## Demografía
En 2021, tenía 405 habitantes, una densidad poblacional de 131,6 hab./km², y 221 viviendas.